# 小野田青野テレビ中継局
小野田青野テレビ中継局（おのだあおのテレビちゅうけいきょく）は、宮城県加美郡加美町の旧小野田町地域に置かれているテレビ中継局。

## 中継局概要

### アナログ放送
| 放送局名          | チャンネル | 空中線電力          | ERP                  | 放送対象地域 | 放送区域内世帯数 |
| NHK仙台教育テレビ | 51ch       | 映像100mW /音声25mW | 映像950mW /音声240mW | 全国         | 不明             |
| NHK仙台総合テレビ | 53ch       | 映像100mW /音声25mW | 映像950mW /音声240mW | 宮城県       | 不明             |
| TBC東北放送       | 55ch       | 映像100mW /音声25mW | 映像950mW /音声240mW | 宮城県       | 不明             |
| OX仙台放送        | 57ch       | 映像100mW /音声25mW | 映像950mW /音声240mW | 宮城県       | 不明             |
| MMT宮城テレビ放送 | 59ch       | 映像100mW /音声25mW | 映像950mW /音声240mW | 宮城県       | 不明             |
| KHB東日本放送     | 61ch       | 映像100mW /音声25mW | 映像950mW /音声240mW | 宮城県       | 不明             |

- 当初、2011年7月24日で廃局となる予定だったが、東日本大震災発生の影響から、廃局が、2012年3月31日まで延期された。

### デジタル放送
| リモコンキーID | 放送局名          | チャンネル | 空中線電力 | ERP  | 放送対象地域 | 放送区域内世帯数 |
| 1              | tbc東北放送       | 33ch       | 10mW       | 74mW | 宮城県       | 約40世帯         |
| 2              | NHK仙台教育テレビ | 31ch       | 10mW       | 74mW | 全国         | 約40世帯         |
| 3              | NHK仙台総合テレビ | 32ch       | 10mW       | 74mW | 宮城県       | 約40世帯         |
| 4              | MMT宮城テレビ放送 | 35ch       | 10mW       | 74mW | 宮城県       | 約40世帯         |
| 5              | KHB東日本放送     | 40ch       | 10mW       | 74mW | 宮城県       | 約40世帯         |
| 8              | OX仙台放送        | 34ch       | 10mW       | 74mW | 宮城県       | 約40世帯         |

- 2010年9月28日に予備免許交付、10月中旬から11月15日まで試験放送実施、11月11日に本免許交付、11月16日から本放送実施。

## 所在地
- 加美町宮崎字坂下（鍬べら山）

## 放送エリア
- 加美町の旧小野田町域南西部をカバーしている。